# Mansueto Bianchi
Mansueto Bianchi (Luca, 4 de novembro de 1949 − Roma, 3 de agosto de 2016) foi um bispo católico romano.
Ordenado sacerdote em 1974, Bianchi serviu como bispo da Diocese Católica Romana de Volterra, Itália de 2000 a 2006. Ele então serviu como bispo da Diocese Católica Romana de Pistoia, de 2006 a 2014.